# Aspiradora
|  | No ho confongueu amb Aspirador. |

Una aspiradora és un equipament destinat a la captura de partícules sòlides utilitzant una bomba d'aire per a crear un buit parcial que absorbeix la pols i qualsevol brossa petita. La brutícia es recull mitjançant una bossa de pols o un sistema de «cicló» per a la posterior eliminació.
Últimament estan apareixent aspiradores robotitzades, que netegen el sòl sense intervenció humana, sinó amb uns paràmetres programats per l'usuari a través d'una aplicació instal·lada al telèfon intel·ligent. Un exemple és Roomba i a Àsia Mamirobot.
També han guanyat popularitat a les llars les aspiradores escombra que majoritàriament mantenen la mateixa tecnologia d'aspiració que les seves antecessores però reduïdes a una mida i un pes molt menor. Per a més comoditat de l'usuari són, avui dia i gairebé íntegrament, sense fils i s'adapten en alçada modificant la longitud del tub.

## Història
A la fi del segle xix i a la primeria del segle xx, van començar a aparèixer les primeres aspiradores, precursores dels aparells moderns.
El 1869, sorgeix la primera aspiradora, inventada per Ives McGaffey, accionada per una manovella. Altres aparells estaven proveïts d'un tub acabat per un bucal (amb un format idèntic als actuals) i la pols era bombada manualment cap endins d'un petit contenidor.
El 30 d'agost de 1901, l'enginyer britànic Hubert Cecil Booth va patentar una màquina capaç de netejar la pols per aspiració, anomenada Puffing Billy. Es tractava d'un giny elèctric de grans dimensions. El gran succés de Booth li arribà en rebre l'encàrrec de netejar la monumental catifa de l'abadia de Westminster.
El 1906, James Spangler, un conserge estatunidenc d'uns magatzems de Canton (Ohio) que patia d'asma i a qui la pols perjudicava quan ell mateix l'aixecava escombrant, col·locà una coixinera dins d'una caixa proveïda d'un raspall i hi afegí un bastó d'escombra i el motor d'un ventilador vell, fins a obtenir un estrany aparell que era, en definitiva, com una aspiradora elèctrica.
El 1907 va aparèixer la primera aspiradora elèctrica, inventada per Spangler, llavors empleat de l'empresa Hoover, la qual adquirí els drets de fabricació d'aquesta invenció el 1908. Les vendes, tímides al principi, van augmentar amb un sistema promocional ideat per Hoover, consistent a deixar l'aparell a prova durant deu dies, passats els quals, poques mestresses de casa estaven disposades a desfer-se'n. Va ser un èxit internacional.
Les aspiradores van aparèixer ben aviat a Europa, principalment a Anglaterra i Alemanya, però, com tantes altres innovacions, van trigar a arribar al nostre país. El 1911 el diari La Vanguardia destacava amb admiració els avançats mètodes de neteja implantats a Berlín.
Als anys 1920 i 30, les aspiradores s'anunciaven correntment en diaris i revistes catalanes, com un producte dirigit a un públic selecte.
El 1926 la Hoover va treure al mercat una de les seves més famoses aspiradores, la Hoover 700, un aparell més eficaç per a llevar la pols de les catifes. A partir d'aleshores van anar apareixent diversos models però sense grans diferències. Només a partir dels anys 80 es van veure innovacions més concretes.
Cap a mitjans dels anys 1960 van aparèixer les aspiradores de mà, fàcils de transportar però molt menys potents.

## Configuracions modernes
Hi ha una gran varietat de tecnologies, dissenys i configuracions d'aspiradores per a feines de neteja tant domèstics com comercials.

### Aspiradora vertical
Les aspiradores verticals són populars als Estats Units, la Gran Bretanya i nombrosos països de la Commonwealth, però són inusuals en alguns països d'Europa continental. Tenen la forma d'un capçal de neteja, on es fixen un mànec i una bossa. Els dissenys verticals solen emprar un raspall giratori o una barra batedora, que elimina la brutícia mitjançant una combinació d'escombrat i vibració. Hi ha dos tipus d'aspiradores verticals: d'aire brut/ventilador directe (que es troba sobretot a les aspiradores comercials), o d'aire net/ventilador de derivació (que es troba a la majoria de les aspiradores domèstiques actuals).
Les aspiradores de ventilador directe, el més antic dels dos dissenys, tenen un gran impulsor (ventilador) muntat a prop de l'obertura de succió, a través del qual la brutícia passa directament abans de ser bufada en una bossa. El motor sol estar refrigerat per un ventilador separat. A causa dels seus grans ventiladors i trajectòries d'aire comparativament curtes, les aspiradores d'aspiració directa creen un flux d'aire molt eficient amb una baixa potència, i són eficaços per a la neteja de catifes. La potència de neteja "per sobre del terra" és menys eficient, ja que el flux d'aire es perd en passar per una mànega llarga, i el ventilador ha estat optimitzat per al volum de flux d'aire i no per a la succió.
Laos aspiradores verticals amb ventilador tenen el motor muntat després de la bossa filtrant. La pols és eliminada del corrent d'aire per la bossa, i normalment per un filtre, abans que passi pel ventilador. Els ventiladors són més petits i solen ser una combinació de diverses turbines mòbils i fixes que treballen en seqüència per augmentar-ne la potència. El motor és refrigerat pel corrent d'aire que passa a través seu. Les aspiradores amb ventilador són bons tant per a la neteja de catifes com de terres, ja que la seva succió no disminueix significativament al llarg de la distància d'una mànega, com passa a les aspiradores amb ventilador directe. No obstant això, les seves trajectòries daire són molt menys eficients i poden requerir més del doble de potència que les aspiradores de ventilador directe per aconseguir els mateixos resultats.
Les aspiradores verticals més comunes utilitzen una corretja de transmissió accionada pel motor d'aspiració per fer girar el rodet de raspallat. No obstant això, hi ha un disseny més comú d'aspiradores verticals de doble motor. En aquestes aspiradores, la succió es fa a través d'un motor gran, mentre que el rodet de raspallat és accionat per un motor separat, més petit, que no crea cap succió. De vegades, el motor del rodet de raspallat es pot desconnectar, de manera que els terres durs es poden netejar sense que el rodet de raspallat escampi la brutícia. També pot tenir una funció de desconnexió automàtica que apaga el motor si el raspall-corró s'encalla, protegint-lo de possibles danys.

### Pot
Els models de pot (al Regne Unit també anomenats models de cilindre) dominen el mercat europeu. Tenen el motor i el col·lector de pols (amb bossa o sense bossa) en una unitat separada, normalment muntada sobre rodes, que es connecta al capçal d'aspiració mitjançant una mànega flexible. El principal avantatge és la flexibilitat, ja que l'usuari pot acoblar diferents capçals per a diferents tasques, i la maniobrabilitat (el capçal pot arribar sota els mobles i facilita molt l'aspiració d'escales i superfícies verticals). Molts models cilíndrics incorporen de sèrie o com a complement capçals mecànics que contenen el mateix tipus de batedores que les unitats verticals, cosa que les fa tan eficaces a les catifes com els models verticals. Aquests batedors són accionats per un motor elèctric independent o una turbina que utilitza la potència de succió per fer girar el rodet de raspallat a través d'una corretja de transmissió.

### Tambor

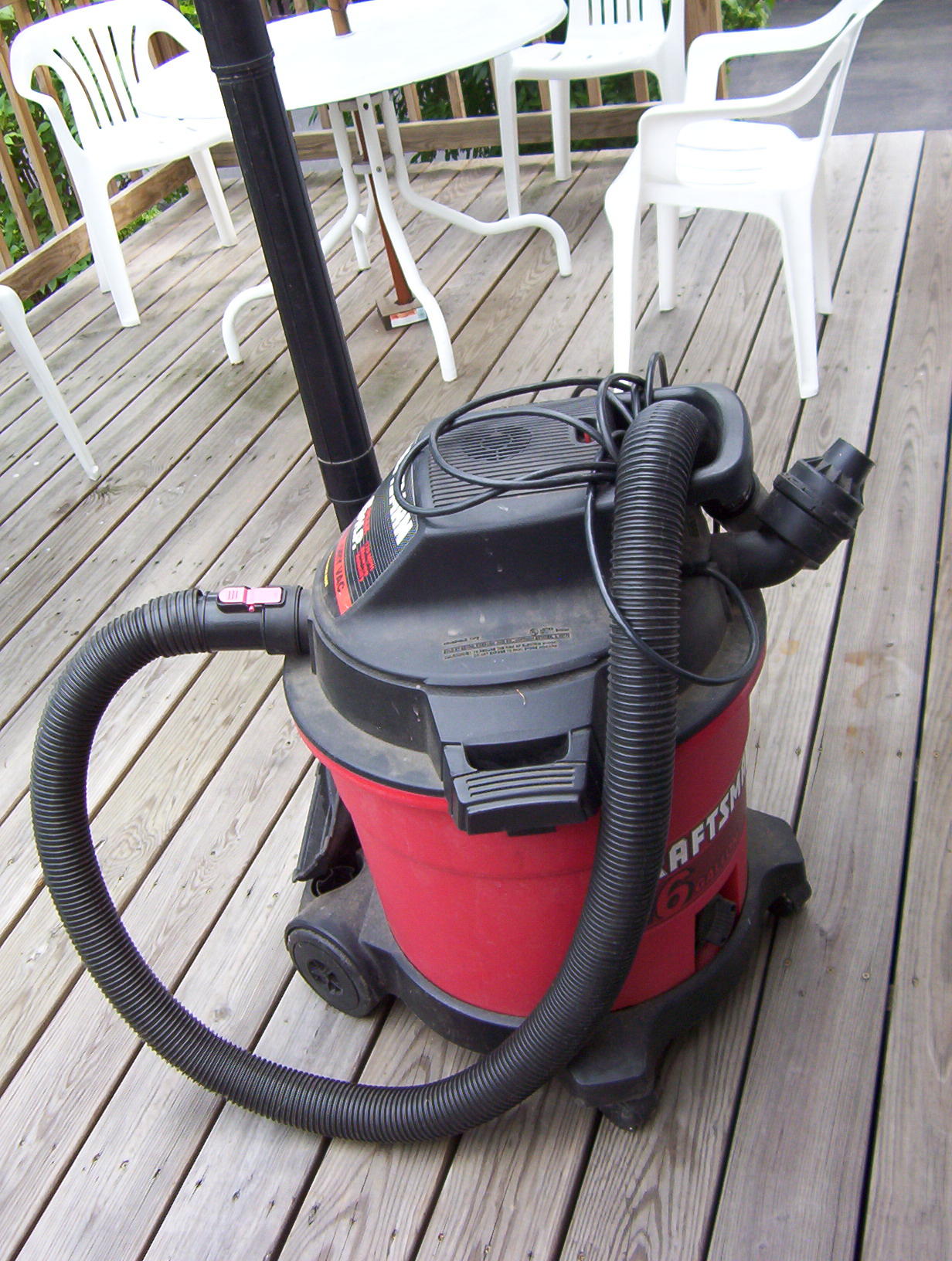
Aspiradora per a ús domèstic

Els models d'aspiradora de tambor o de taller són essencialment versions industrials de servei pesant de les aspiradores de cilindre, on el recipient consisteix en un gran tambor col·locat verticalment que pot ser fix o amb rodes. Les versions més petites, per al seu ús a garatges o tallers petits, solen funcionar amb electricitat. Els models més grans, que poden emmagatzemar més de 200 L, solen estar connectats a l'aire comprimit, utilitzant l'efecte Venturi per produir un buit parcial. En molts tallers també s'utilitzen sistemes de recollida de pols incorporats.

### Humida/seca
Les aspiradores humits o humides/seques són una forma especialitzada dels models de cilindre/tambor que es poden utilitzar per netejar vessaments humits o líquids. En general, estan dissenyades per ser utilitzades tant a interiors com a exteriors i per admetre residus humits i secs; algunes també estan equipades amb un port d'escapament o un bufador desmuntable per invertir el flux d'aire, una funció útil per a tot, des de netejar una mànega obstruïda fins a bufar la pols en una cantonada per facilitar-ne la recollida.
Relacionat amb l'aspiradora humida hi ha l'aspirador d'extracció que s'utilitza principalment a l'extracció d'aigua calenta, un mètode de neteja de peces de roba difícils de moure com les catifes. Aquestes màquines són capaces de ruixar aigua sabonosa calenta i després succionar-la del teixit, eliminant la brutícia en el procés.

### Pneumàtica
Les aspiradores humides/seques pneumàtiques són una forma especialitzada de models humits/secs que es connecten a l'aire comprimit. Comunament poden acomodar tant la brutícia humida com la seca, una característica útil en plantes industrials i instal·lacions de fabricació.

### Motxilles
Les aspiradores de motxilla es fan servir habitualment per a la neteja comercial: permeten a l'usuari desplaçar-se ràpidament per una zona àmplia. Es tracta bàsicament de petites aspiradores de pot lligades a l'esquena de l'usuari.

### Aspiradora de mà

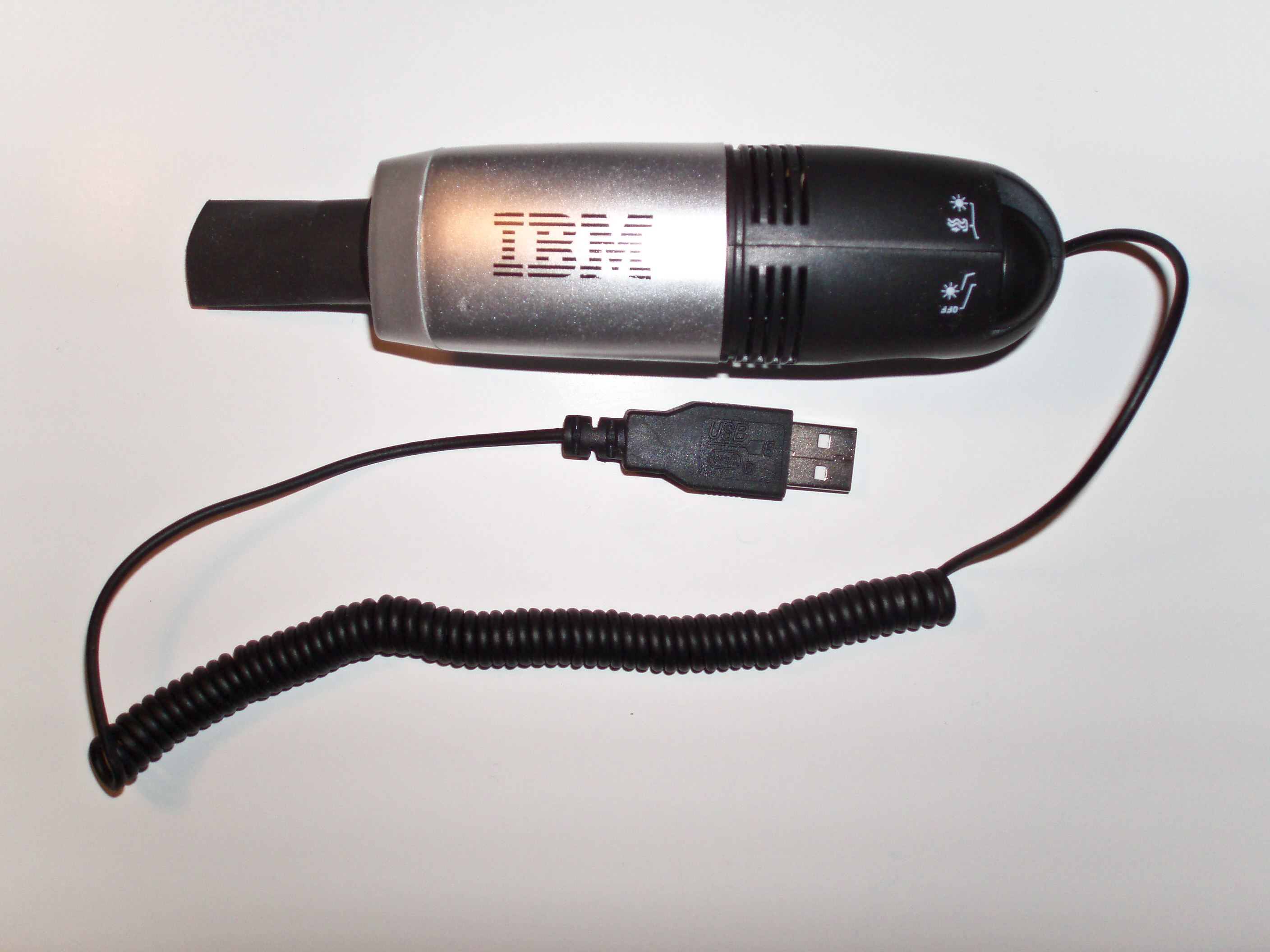
Aspiradora de mà alimentada per USB (regal promocional)

Les aspiradores de mà lleugeres, alimentades per bateries recarregables o per la xarxa elèctrica, també són populars per netejar petits vessaments. Alguns exemples freqüents són la Black & Decker DustBuster, que es va presentar el 1979, i nombrosos models de mà de Dirt Devil, que es van presentar per primera vegada el 1984. Algunes aspiradores de mà que funcionen amb bateries són aptes per mullat /sec; l'aparell ha de ser parcialment desmuntat i netejat després de recollir materials humits per evitar el desenvolupament d'olors desagradables.

### Robòtica

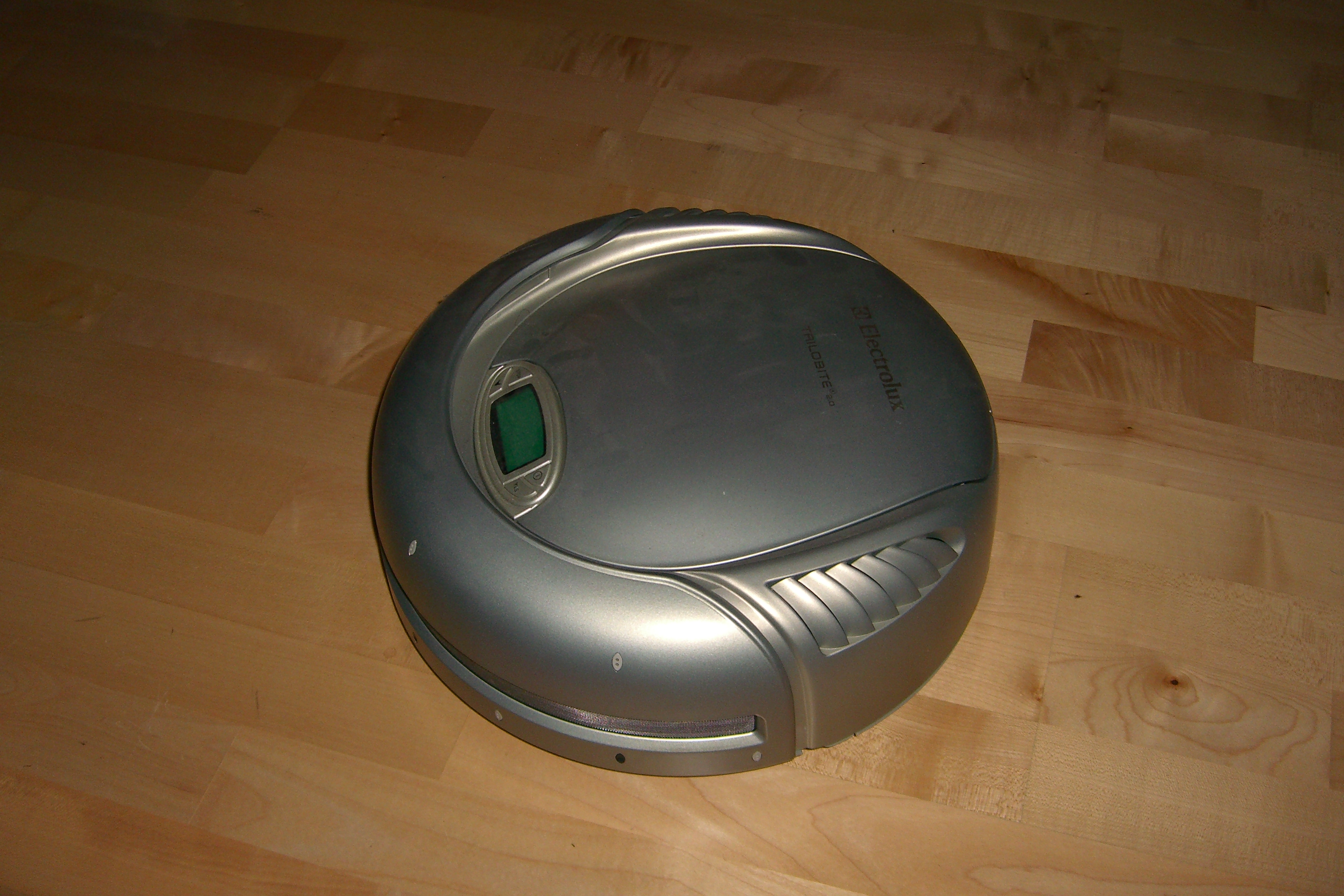
L'Electrolux Trilobite va ser la primera aspiradora robòtica de producció en sèrie.

A finals de la dècada de 1990 i principis de la de 2000, diverses empreses van desenvolupar aspiradores robòtiques, una forma d'escombradora de catifes generalment equipada amb una potència de succió limitada. Algunes marques destacades són Roomba, Neato i bObsweep. Aquestes màquines es mouen en forma robot autònom] mentre recullen la pols i els residus de la superfície en un cubell d'escombraries. En general, poden navegar al voltant dels mobles i tornar a una estació d'acoblament per carregar les bateries, i unes poques són capaços de buidar els seus contenidors de pols al moll també. La majoria dels models estan equipats amb raspalls motoritzats i un motor d'aspiració per recollir la pols i els residus. Tot i que la majoria dels aspiradors robòtics estan dissenyats per al seu ús a la llar, alguns models són adequats per al seu funcionament a oficines, hotels, hospitals, etc.
Al desembre de 2009, Neato Robotics va llançar el primer robot aspiradora del món que utilitza un telèmetre làser giratori (una forma de lidar) per escanejar i traçar un mapa del seu entorn. Utilitza aquest mapa per netejar el terra en forma metòdica, encara que cal que el robot torni a la seva base diverses vegades per recarregar les bateries. En molts casos s'adona quan un sector del pis que anteriorment no estava accessible es troba lliure, com ara si un gos es desperta de la migdiada, i llavors torna per aspirar aquesta zona. També posseeix el més potent motor dentre les aspiradores robòtiques, impulsant un cabal de 1 m3/min d'aire.

### Ciclònica

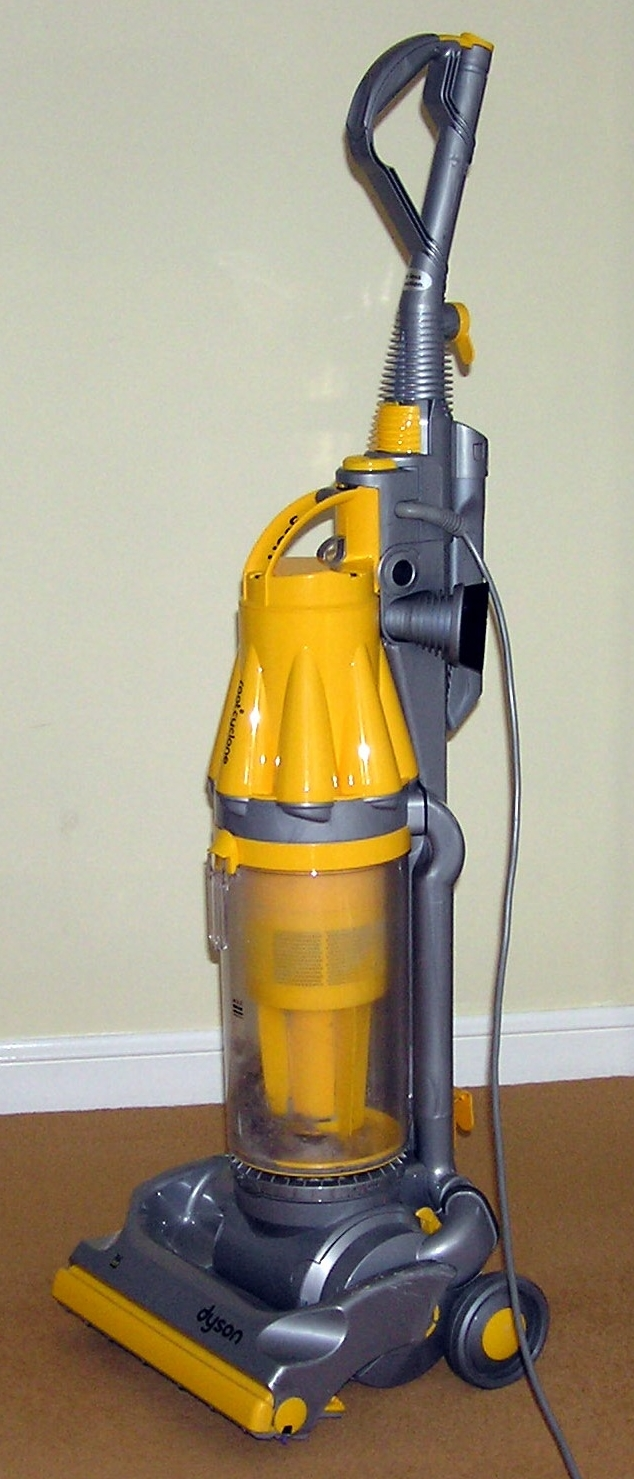
Una aspiradora Dyson DC07 vertical usant la força centrífuga per separar la pols i partícules de l'aire que passa a través del tambor cilíndric de col·lecció

Les aspiradores portàtils que treballen mitjançant el principi de separació ciclònica van ser populars a la dècada de 1990. Aquest principi de separació d'escombraries era conegut i sovint utilitzat en els sistemes d'aspiració central. L'empresa P.A. Geier de Cleveland havia obtingut la patent d'una aspiradora ciclònica ja el 1928, que posteriorment va ser venuda a Health-Mor el 1939, presentant l'aspiradora de pot ciclònica Filter Queen.
En 1979, James Dyson va introduir una unitat portàtil amb separació ciclònica, adaptant aquest disseny de les serradores industrials. Va llançar el seu netejador ciclònic primer al Japó en la dècada de 1980 a un cost d'uns 1.800 dòlars i el 1993 va llançar el Dyson DC01 vertical al Regne Unit per 200 lliures. Els crítics esperaven que la gent no comprés una aspiradora que costés el doble que una unitat convencional, però el disseny de Dyson es va convertir més tard en l'aspiradora més popular del Regne Unit.
Les aspiradores ciclòniques no fan servir bosses de filtració. Al seu lloc, la pols se separa en un recipient de recollida cilíndric i desmuntable. L'aire i la pols són aspirats a gran velocitat al recipient de recollida en direcció tangencial a la paret del recipient, creant un vòrtex que gira ràpidament. Les partícules de pols i altres residus es desplacen cap a l'exterior del recipient per força centrífuga, on cauen a causa de la gravetat.
Als aspiradors d'instal·lació fixa central, l'aire netejat pot sortir directament a l'exterior sense necessitat de més filtració. Un sistema de filtració ciclònica ben dissenyat només perd potència de succió a causa de la restricció del flux daire quan el recipient de recollida està gairebé ple. Això contrasta amb els sistemes de bosses filtrants, que perden succió quan els porus del filtre s'obstrueixen en recollir la brutícia i la pols.
En els models ciclònics portàtils, l'aire net del centre del vòrtex és expulsat de la màquina després de passar per una sèrie de filtres successivament més fins a la part superior del recipient. El primer filtre està destinat a atrapar les partícules que podrien fer malbé els filtres posteriors que eliminen les partícules fines de pols. Els filtres s'han de netejar o substituir periòdicament perquè la màquina segueixi funcionant amb eficàcia.
Des de l'èxit de Dyson a la conscienciació del públic sobre la separació ciclònica, diverses altres empreses han introduït models ciclònics. Entre els fabricants competidors hi ha Hoover, Bissell, Shark, Eureka, Electrolux, Filter Queen, etc., i els models més barats no són més cars que una netejadora convencional.

### Central

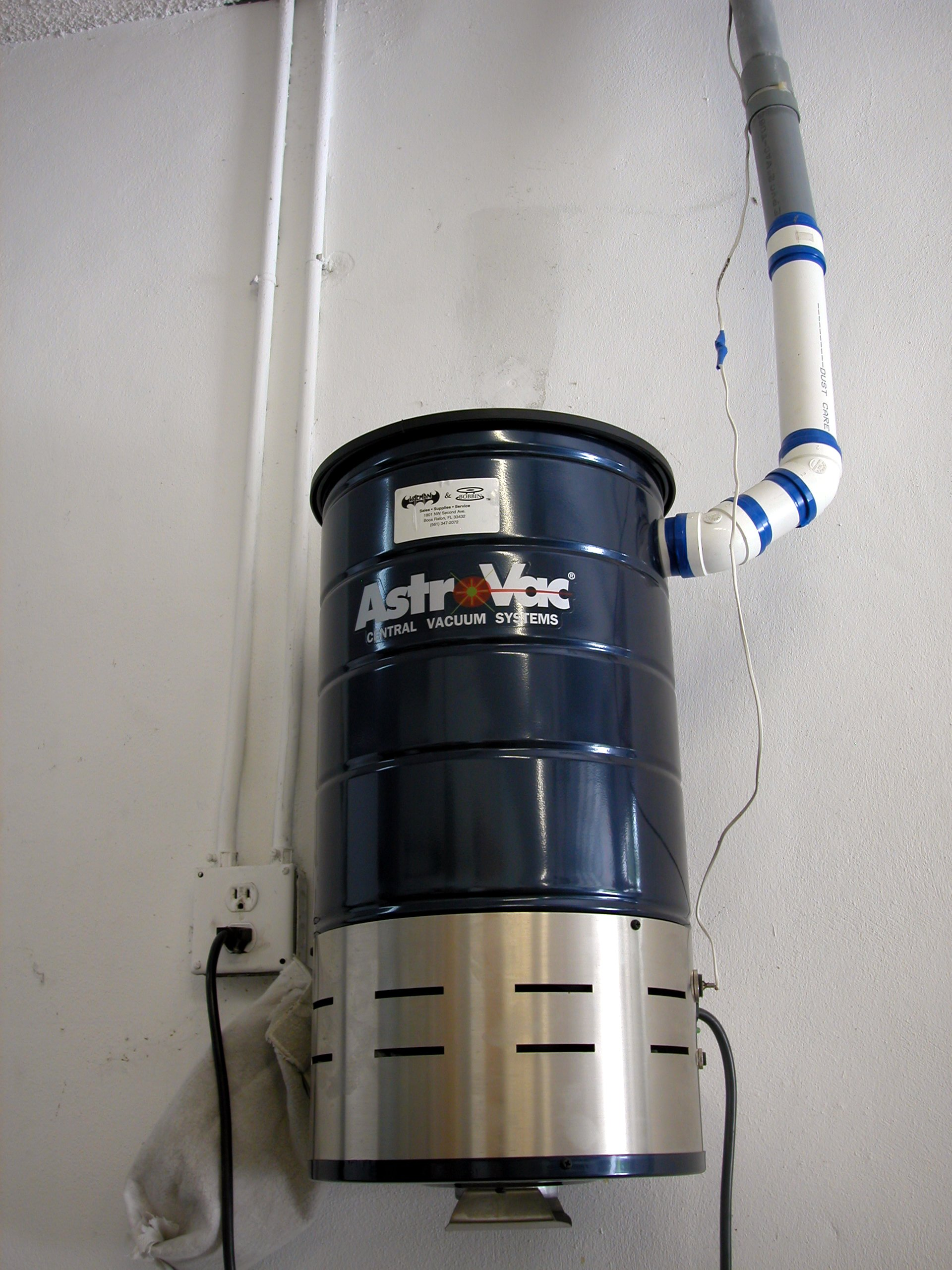
La unitat de potència d'una típica aspiradora central per a ús residencial

Les aspiradores centrals, també conegudes com a encastades o canalitzades, són un tipus de model de pot/cilindre que té el motor i la unitat de filtració de la brutícia ubicats en un lloc central d'un edifici, i connectats per canonades a preses de buit fixes instal·lades a tot l'edifici. Només cal portar la mànega i el capçal de neteja d'una habitació a una altra, i la mànega sol tenir una longitud de 8 m, cosa que permet un gran rang de moviment sense canviar les entrades de buit. Les canonades de plàstic o metall connecten les entrades a la unitat central. El capçal d'aspiració pot no tenir motor, o tenir batedors accionats per un motor elèctric o per una turbina impulsada per aire.
La bossa de brutícia o la galleda de recollida d'un sistema d'aspiració centralitzada sol ser tan gran que el buidatge o el canvi s'ha de fer amb menys freqüència, potser unes quantes vegades l'any per a una llar normal. La unitat central sol romandre en mode d'espera, i s'encén mitjançant un interruptor al mànec de la mànega. Alternativament, la unitat s'encén quan la mànega s'endolla a l'entrada de la paret, quan el connector metàl·lic de la mànega fa contacte amb dues puntes de l'entrada de la paret i el corrent de control es transmet mitjançant cables de baixa tensió a la unitat principal.
Una aspiradora centralitzada sol produir més succió que les aspiradores portàtils comuns perquè es pot utilitzar un ventilador més gran i un motor més potent quan no cal que siguin portàtils. Un sistema de separació ciclònica, si s'utilitza, no perd succió a mesura que el recipient de recollida s'omple, fins que el recipient és gairebé ple. Això contrasta amb els dissenys de bossa filtrant, que comencen a perdre succió immediatament a mesura que els porus del filtre s'obstrueixen per la brutícia i la pols acumulades.
Un avantatge per als al·lèrgics és que, a diferència d'una aspiradora estàndard, que ha de tornar part de la brutícia recollida a l'habitació que s'està netejant (per molt eficient que sigui el filtratge), una aspiradora centralitzada elimina tota la brutícia recollida a la unitat central. Com que aquesta unitat central sol estar situada fora de l'habitatge, la pols no torna a circular per l'habitació que s'està netejant. A més, a la majoria dels models més nous és possible ventilar la fuita completament a l'exterior, fins i tot amb la unitat dins de l'habitatge.
Un altre avantatge de l'aspiradora centralitzada és que, a causa de la ubicació remota de la unitat de motor, hi ha molt menys soroll a l'habitació que s'està netejant que amb una aspiradora estàndard.

### Constellation

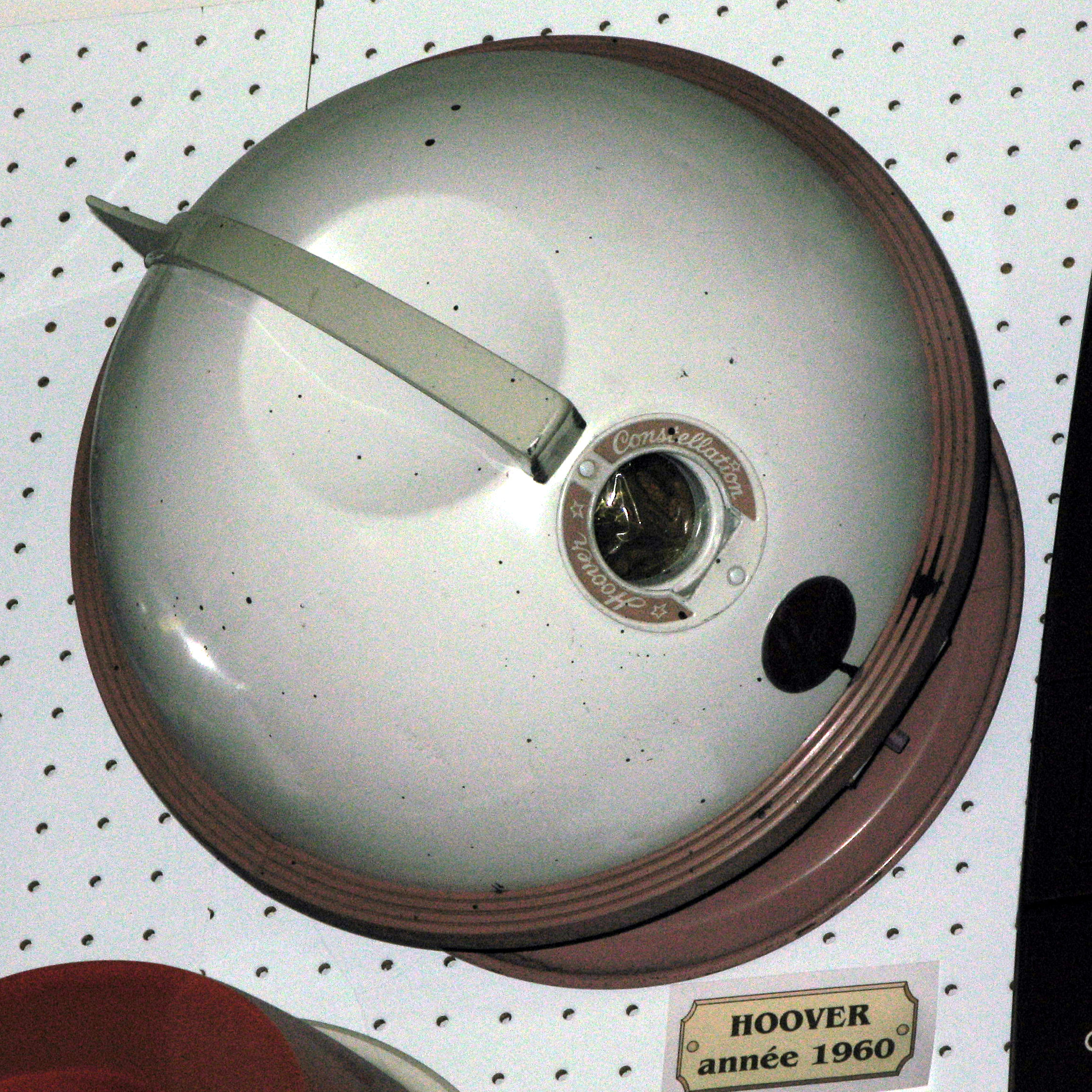
Hoover Constellation del 1960

The Hoover Company va comercialitzar a la dècada de 1960 una aspiradora inusual, anomenada Constellation. El tipus de cilindre no tenia rodes, i al seu lloc l'aspiradora flotava sobre la seva fuita, funcionant com un aerolliscador, encara que això no és cert en els primers models. Tenien una mànega giratòria amb la intenció que l'usuari col·loqués la unitat al centre de l'habitació, i treballés al voltant del netejador. Introduïdes el 1954, són col·leccionables i s'identifiquen fàcilment per la seva forma esfèrica. Però continuen sent una màquina interessant; restaurades, funcionen bé a llars amb molts terres de fusta.
Els Constellation es van modificar i actualitzar al llarg dels anys fins que es van deixar de fabricar el 1975. Aquests Constellation dirigeixen tota la fuita per sota de l'aspiració utilitzant un full d'aire diferent. El disseny actualitzat és silenciós fins i tot per als estàndards moderns, especialment en catifes, ja que esmorteeix el so. Aquests models suren a la catifa o al terra nu, encara que al terra dur, l'aire d'escapament tendeix a dispersar qualsevol borrissol o residu.
Hoover va tornar a llançar una versió actualitzada d'aquest últim model Constellation als Estats Units (model # S3341 en blanc perla i # S3345 en acer inoxidable). Els canvis inclouen una bossa de filtració HEPA, un motor de 12 amperes, un corró de raspallat amb turbina i una versió redissenyada del mànec. Aquest mateix model es va comercialitzar al Regne Unit sota la marca Maytag com a Satellite a causa de les restriccions de llicència. Es va vendre des del 2006 fins al 2009.

### Vehicles
Vegeu camió aspirador per a aspiradores molt grans muntades en vehicles.

### Altres
Algunes altres aspiradores inclouen una mopa elèctrica a la mateixa màquina: per a una neteja en sec i una altra posterior en humit.
L'empresa iRobot va desenvolupar l'Scooba, un aspirador robòtic en humit que porta la seva pròpia solució netejadora, l'aplica i frega el terra, i aspira l'aigua bruta a un dipòsit de recollida.

## Galeria

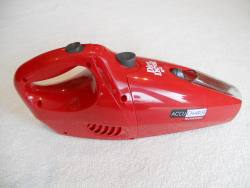
Aspiradora de mà
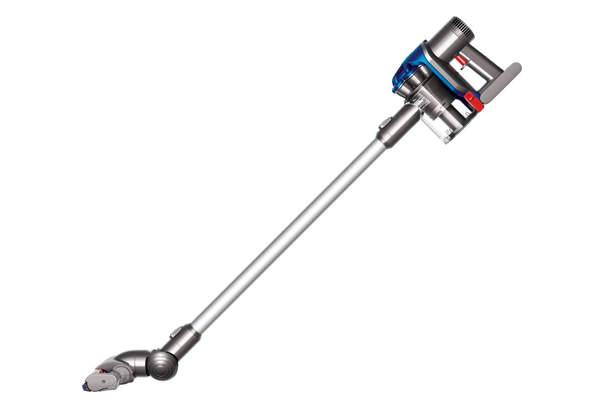
Aspiradora sense cable
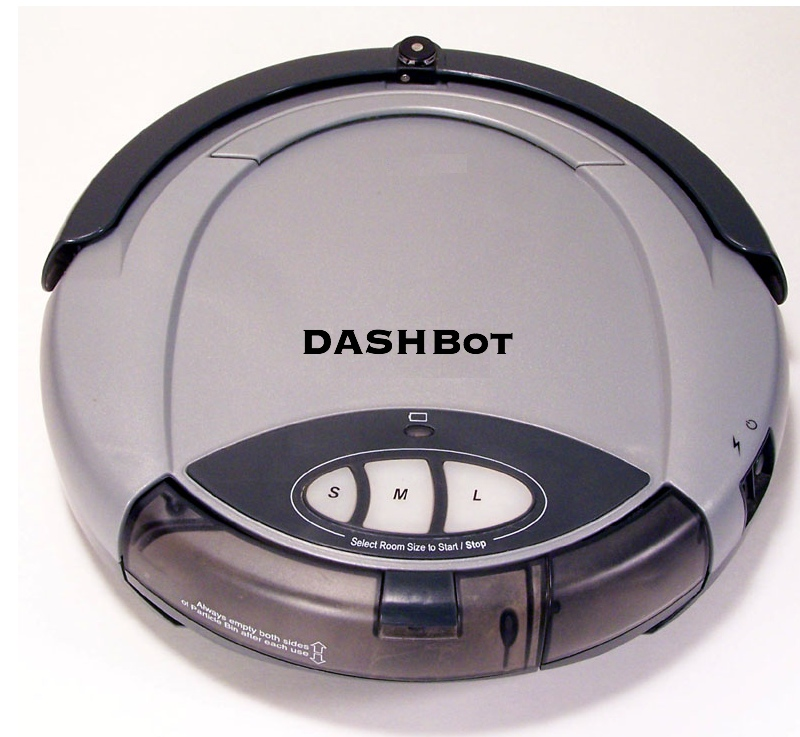
Aspiradora robòtic
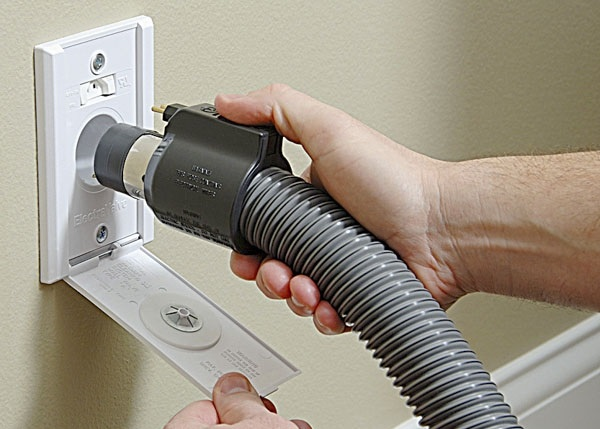
Aspiradora central
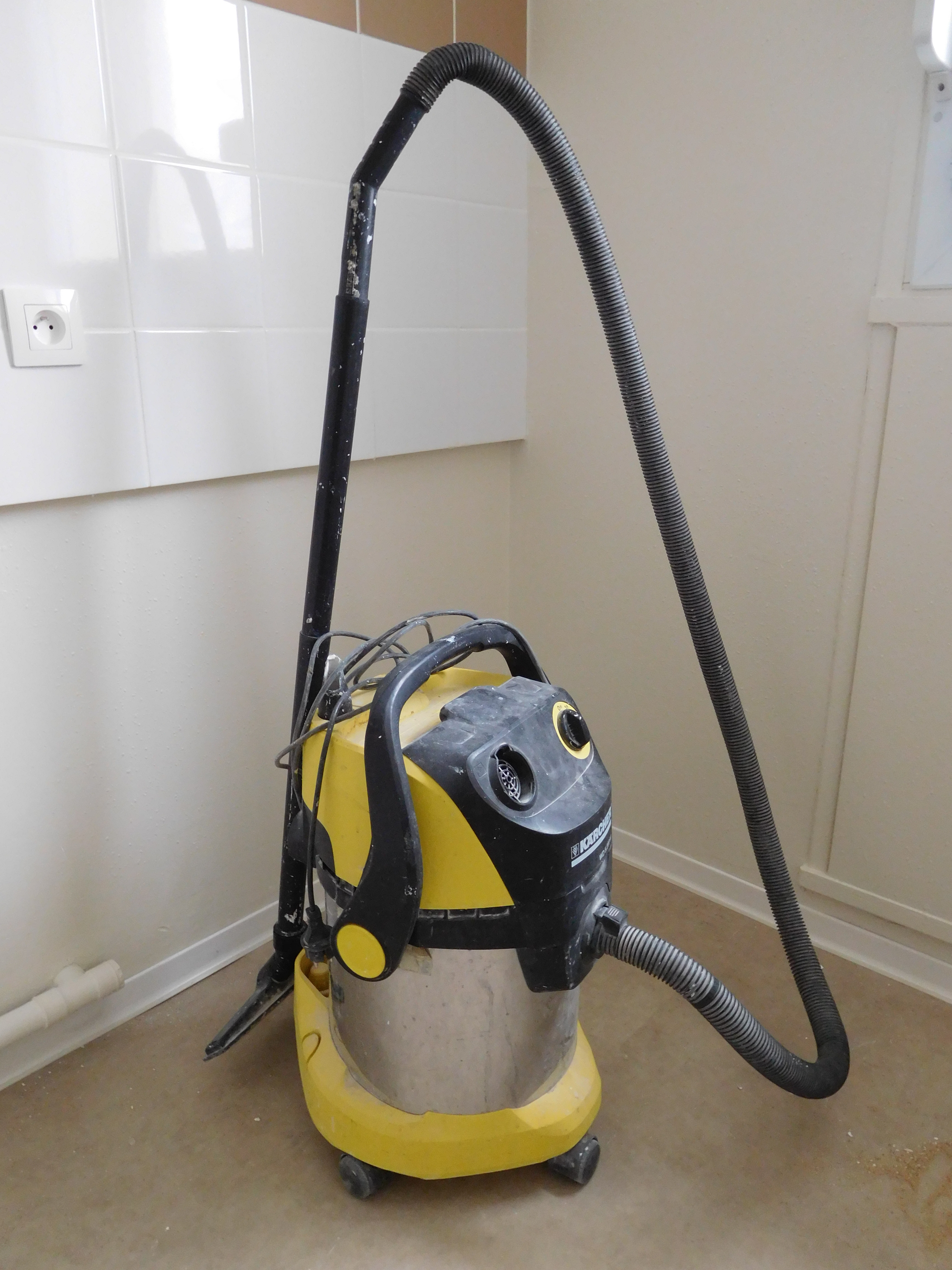
Aspiradora Multiusos
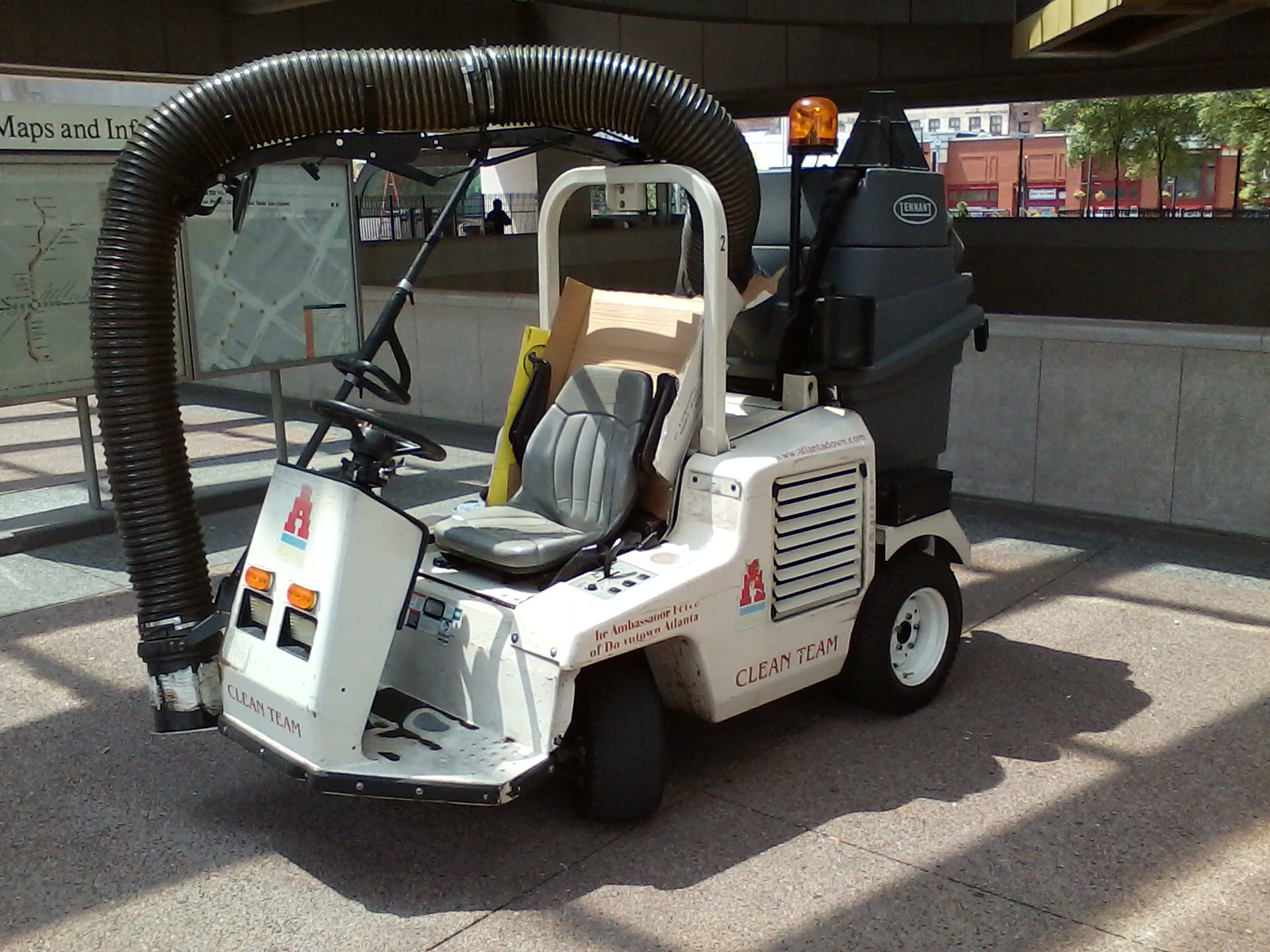
Vehicle aspirador